# Кузуджа
Кузуджа, още Костаджил или Куджа (на гръцки: Ακόντισμα, Акондисма, до 1926 година Κοσταζήλ, Костазил или Κότζιαλ, Кодзял), е обезлюдено село в Гърция, в дем Кавала.

## География
Селото е разположено в южната част на Урвил, северно от Неа Карвали (Чапрънди чифлик).

## История

### В Османската империя
В началото на XX век Кузуджа е турско селище в Кавалската кааза на Османската империя. Съгласно статистиката на Васил Кънчов („Македония. Етнография и статистика“) към 1900 година в Кузуджа (Къзчагъсъ) живеят 100 турци.

### В Гърция
След Междусъюзническата война в 1913 година селото попада в Гърция. В 1923 година жителите на Кузуджа са изселени в Турция по силата на Лозанския договор и на тяхно място са заселени малко гърци бежанци, но те скоро се изселват и въпреки че в 1926 година селото получава гръцко име, то е заличено.
| Година    | 1913 | 1920 | 1928 | 1940 | 1951 | 1961 | 1971 | 1981 | 1991 | 2001 | 2011 | 2021 |
| --------- | ---- | ---- | ---- | ---- | ---- | ---- | ---- | ---- | ---- | ---- | ---- | ---- |
| Население | 104  | 43   |      |      |      |      |      |      |      |      |      |      |